# Ајман ел Завахири
Ајман ел Завахири (арап. أيمن محمد ربيع الظواهري; Гиза, 19. јун 1951 — 31. јул 2022) био је вођа Ал Каиде и бивши члан и високи званичник исламистичких организација које су спроводиле нападе у Северној Америци, Азији, Африци и Средњем истоку. Он је 2012. позвао муслимане да киднапују туристе са Запада у муслиманским земљама.
Од 2011. Стејт департмент САД је нудио 25 милиона долара за информације које би довеле до хватања Ел Завахирија. Налазио се под санкцијама Комитета 1267 Савета безбедности ОУН због повезаношћу с Ал Каидом. Убијен је 31. јула 2022. у нападу америчког дрона у Авганистану.